# Wang Jingweis Amtssitz
Wang Jingweis Amtssitz (chinesisch 汪精衛公館, Pinyin Wāng Jīngwèi Gōngguǎn, in der chinesischen und japanischen Literatur verkürzt auch chinesisch 汪公館, Pinyin Wāng Gōngguǎn, Hepburn: Ō Kōkan) befindet sich in der Yihe-Straße 38 im Bezirk Gulou der chinesischen Stadt Nanking (Provinz Jiangsu), neben dem ehemaligen Standort der US-Botschaft in der Republik China.

## Geschichte
In diesem Haus wohnte Wang Jingwei, als er von 1940 bis 1944 als Regierungschef der chinesischen Regierung in Nanking und dem Exekutiv-Yuan vorstand. Das Gebäude wurde vom späteren Außenminister Chu Minyi geschenkt, nach der  japanischen Niederlage von der Kuomintang übernommen und einige Zeit als US-Offizierklub genutzt. Derzeit wird es von der Nankinger Militärregion verwaltet.
Das dreistöckige Gebäude wurde 1936 im westlichen Stil gebaut. Es stehen einige einstöckige Häuser und Garagen daneben. Der Innenhof ist klein. Rechts des Tores stand einst ein Wachposten. Das Erdgeschoss umfasste einen Konferenzraum, ein Wohnzimmer und ein Büro, das erste Stock einen kleinen Besprechungsraum und vier Schlafzimmer. Das dritte Stock diente als Schlafzimmer für Wang Jingweis Kinder.
Hier hat Wang Jingwei u. a. die Kriegsangelegenheiten mit dem japanischen Botschafter Shigemitsu Mamoru besprochen.